# Генрик Щепанський
Генрик Щепанський (пол. Henryk Szczepański; нар. 7 жовтня 1933, Вейгерово, Польща — 30 січня 2015, Варшава, Польща) — польський футболіст та тренер, виступав на позиції захисника. Учасник Олімпійських ігор у Римі.

## Клубна кар'єра
Генрік Щепанський розпочав футбольну кар'єру у заводській команді «Сталь» (Бидгощ), а в 1954 році перейшов до «Полонії» (Бидгощ). У 1957—1960 роках був гравцем ЛКС (Лодзь), з яким у 1957 році завоював кубок Польщі, а наступного сезону — національне чемпіонство. У 1960 році разом з романом Коринтом виграв «Золоту Бутсу» в опитуванні катовицької газети «Спорт». У 1961 році перейшов до «Одри» (Опроле), з якою в сезоні 1963/64 років завоював 3-є місце (найвища досягнення «Одри» за період виступів в Екстраклясі). У цьому клубі виступав до 1967 року. 

## Кар'єра в збірній
У збірній Польщі дебютував 29 вересня 1957 року в Софії в нічийному (1:1) товариському матчі зі збірною Болгарії. Учасник Олімпійських ігор 1960 року у Римі, де зіграв в поєдинку проти Тунісу. Востаннє футболку польської «кадри» одягав 1 листопада 1965 року в програному (1:6) в Римі поєдинку кваліфікації чемпіонату світу 1966 року проти Італії. У біло-червоній футболці зіграв 45 матчів, у тому числі в 24-х матчах виводив поляків на поле з капітанською пов'язкою.

## Кар'єра тренера
По завершенні кар'єри футболіста займався тренерською діяльністю, очолював у тому числі й варшавську «Гвардію», «Олімпію» (Познань), «Мотор» (Люблін) та ОКС ОЗОС (Стоміл).
Помер 30 січня 2015 року у віці 81 років у Варшаві.

## Досягнення
ЛКС (Лодзь)
- Перша ліга Польщі
  -  Чемпіон (1): 1958

- Кубок Польщі
  -  Володар (1): 1957

«Одра» (Ополе)
- Перша ліга Польщі
  -  Бронзовий призер (1): 1964

- Кубок Польщі
  - 1/2 фіналу (1): 1962

- Кубок Інтертото
  - 1/2 фіналу (1): 1964